# Haus Bücking
Das Haus Bücking befindet sich in Bremen, Stadtteil Schwachhausen, Ortsteil Bürgerpark, Brahmsstraße 5. Das Gebäude entstand 1907 – im Ensemble mit den benachbarten Häusern Nr. 3 und Nr. 1 – nach Plänen von Hugo Wagner. Es steht seit 1992 unter Bremer Denkmalschutz.

## Geschichte
Das zweigeschossige Wohnhaus mit dem dreigeschossigen Mittelteil und teilweise mit einem Mansarddach wurde 1907 in der Epoche der Jahrhundertwende im Reformstil für den Oberbau- und Wasserbaudirektor Hermann Bücking gebaut.
Der Architekt Wagner war mit der Tochter von Bücking verheiratet. Er plante in seiner Bremenzeit u. a. das St.-Jürgen-Asyl in Ellen, die neogotische Friedhofskapelle Oberneulander Landstraße 41, den Wasserturm Walle, das Kaffee-HAG-Werk I und sein Wohnhaus Brahmsstraße 1 (abgerissen).
Das Haus wird heute (2018) weiterhin zu Wohnzwecken genutzt.